# Гениза
Гениза (хебр. geniza גניזה) складиште је у склопу јеврејске синагоге или гробља, у сврху привременог одлагања похабаних књига и хартија на хебрејском језику о верским темама пред њихово традиционално верско закопавање у земљу.

## Етимологија
Реч „гениза” потиче од хебрејског троконсонантног корена г-н-З, који носи значење „скривати се”, а првобитно је значило „сакрити” или „склонити”. Касније, та реч је постала именица са значењем места где се стављају ствари, и најбоље се преводи као „архива” или „ризница”.

## Опис
Генизе су привремена складишта предвиђена за одлагање похабаних књига и папира о верским темама на хебрејском језику, пред њихово закопавање на гробљу, јер је забрањено бацати списе који садрже име Бога. Будући да и лична писма и правни уговори отпочињу уз призивање Бога, списи у генизама нису ограничени на верски материјал; у пракси, оне такође садрже списе секуларне природе, са уобичајеном уводном молитвом или без ње, као и текстове на другим јеврејским језицима који користе хебрејско писмо (јудео-арапски, јудео-персијски, јудео-шпански, и јидиш) .
Генизе се обично налазе на тавану или у подруму синагоге, али такође могу бити шупљине у зидовима или укопане под земљу. Оне се понекад налазе и у оквиру гробља.
Садржај генизе се периодично свечано сакупља, а потом се закопава на гробљу bet ḥayyim. Синагоге у Јерусалиму су закопавале садржај својих гениза сваке седме године, као и током сушних година, верујући да ће то донети кишу. Овај обичај је повезан са далеко старијом праксом сахрањивања доброг човека са Сефером (књига Танах, Мишна, Талмуд, или било који верски списи) који је постао пасул (неподобан за употребу због нечиткости или старости). Познато је да је традиција сахрањивања папира практикована у Мароку, Алжиру, Турској и Египту.

## Историја
Талмуд (Трактат Шабат 115а) одређује да свети списи који нису написани на хебрејском језику захтевају генизу, односно, очување. У трактату Песахим 118б, „бет гениза” је ризница. У Песахим 56а, Језекија сакрива (хебр. ganaz) медицинско дело; у Шабат 115а, Р. Гамалиел наређује да Таргум Књиге о Јову треба да се сакрије (хебр. yigganez) под nidbak (слој камења). У Шабат 30б, постоји референца за оне рабине који су тражили да се књиге Проповедник и Пословице категоризују као јеретичке; ово се десило пре канонизације хебрејске Библије, када су избили спорови око тога које књиге треба узети сматрати библијским. Иста ствар се дешава у Шабат 13б у односу на књигу пророка Језекиља, и у Песахим 62 у односу на књигу генеалогије.
У средњем веку, хебрејске белешке и списи који су одлагани у генизе су познати као Шемот или "имена", јер се њихова светост и обавеза заштите заснивају на њиховом садржавању Божијих „имена”. Поред списа, и предмети повезани са ритуалом, као што су цицит, лулавим, и стабљике мирте, чувају се на сличан начин.
Према традицији, ти списи су служили скривању славног прашког голема, чије се тело наводно још увек налази у генизи Старе нове синагоге у Прагу.
Засигурно најпознатијом генизом, чувеном по својој импозантној збирци списа, сматра се Каирска гениза. Позната је широм света по свом значају и прикупљених око 280.000 фрагмената јеврејских рукописа који потичу од 870. године до 19. века, промовисао ју је Јакоб Сафир на западу 1864. године, и углавном су је проучавали Соломон Шехтер и Шломо Дов Гоитеин. Ови материјали су важни за реконструкцију верске, друштвене и економске историје Јевреја, нарочито у средњем веку.
Током 2011. године пронађена је тзв. Авганистанска гениза, колекција фрагмената рукописа на хебрејском, арамејском, јудео-арапском и јудео-персијском језику из 11. века, у пећинама које су користили талибани.